# Крутопохилий конвеєр
Конвеєр крутопохилий (рос. конвейер крутонаклонный, англ. steeply inclined conveyor; нім. geneigter Förderer m, Steilförderer m) – різновид стрічкового конвеєра для переміщення вантажів при кутах підйому понад 18о. К.к. в порівнянні зі звичайним стрічковим конвеєром дозволяє значно скоротити довжину транспортування при однаковій висоті підйому і знизити обсяг гірничокапітальних робіт. 
Застосовується К.к. у відносно невеликих масштабах для транспортування насипних вантажів по похилих виробках шахт, для під-йому вантажів у кар'єрах, на збагач. ф-ках. К.к. також входять у конструкції перевантажувачів, приймальних стріл роторних екскаваторів тощо.